# 中津川運輸区
中津川運輸区（なかつがわうんゆく）は、岐阜県中津川市にある東海旅客鉄道（JR東海）東海鉄道事業本部管轄の運転士・車掌が所属する乗務員区所である。
中津川駅構内には留置線がある。

## 歴史
- 19xx年 - 中津川機関区から中津川運転区と改称。
- 1976年（昭和51年）2月10日 - 名古屋車掌区から独立、名古屋車掌区中津川支区から中津川車掌区に改称。
- 1987年（昭和62年）4月1日 - 国鉄分割民営化により東海旅客鉄道に移管。
- 1989年（平成元年）3月11日 - 中津川運転区と中津川車掌区が統合し、中津川運輸区発足。

中津川機関区当時、蒸気機関車最盛期にはD51形の前線基地として特に木曽谷の輸送牽引に貢献した。
座標: 北緯35度29分56.6秒 東経137度30分5.4秒 / 北緯35.499056度 東経137.501500度
| スタブアイコン | サブスタブ | この項目は、まだ閲覧者の調べものの参照としては役立たない、鉄道に関連した書きかけの項目です。この項目を加筆・訂正などしてくださる協力者を求めています（P:鉄道/PJ:鉄道）。 |

## 乗務範囲
- 中央本線：名古屋〜塩尻